# عبدالوهاب بیاتی
عَبدالوَهّاب بَیاتی (زادهٔ ۱۹۲۶ در بغداد - درگذشتهٔ ۱۹۹۹ در دمشق) یکی از شاعران نوگرای عرب و عراقی است و معمولاً وی را در کنار نازک الملائکه و بدر شاکر السیاب از اولین شاعران نوگرای شعر عربی می‌دانند.

## زندگی‌نامه
عبدالوهاب البیاتی در ۱۹۲۶ در بغداد به دنیا آمد و در همان شهر به تحصیل پرداخت، او پس از فارغ‌التحصیلی از دانشسرای عالی بغداد در سال ۱۹۵۰ در رشته زبان و ادبیات عرب شروع به تدریس در مدارس کرد و در همین دوره نویسندگی در مطبوعات را آغاز کرد. فعالیت‌های سیاسی او باعث دستگیری و اخراج او در سال ۱۹۵۴ شد. او در دوران تبعید به سوریه، قاهره و بیروت رفت و بعد از انقلاب ژوئیه ۱۹۵۸ به عراق بازگشت و به عنوان وزیر آموزش و سپس وابسته فرهنگی در مسکو خدمت کرد. او بعد از استعفا از این سمت در ۱۹۶۱ در شوروی باقی ماند و در دانشگاه مسکو و انستیتوی ملل آسیا شروع به همکاری کرد. در سال ۱۹۶۴ بازگشتی کوتاه به عراق داشت و بعد دوباره به قاهره رفت. در این دوره او به طور مداوم در سفر بود و ده سال را نیز در اسپانیا زندگی کرد. ارتباط او با کسانی مانند ناظم حکمت، اوکتاویو پاز، پابلو نرودا، گابریل گارسیا مارکز و یاشار کمال از نکات مهم زندگی اوست. البیاتی در سال ۱۹۹۰ به عراق بازگشت اما پس از مدتی به اردن رفت. او در سال ۱۹۹۱م سفری هم به ایران داشت؛ و دربارهٔ ایران و ادبیات آن گفت:
 این نخستین سفر من به کشوری است که در سال‌های کودکی آرزوی دیدنش را داشتم و شاید هم آخرین دیدار من از این جا باشد. وقتی بچه بودم، خانه ما در نزدیکی مزار عارف بزرگ عبدالقادر گیلانی در بغداد بود. تابستان‌ها اطرافیان‌مان به ایران سفر می‌کردند و در بازگشت، برای ما از طبیعت، از مردم ایران و از زیبایی‌ها و خوبی‌ها سخن می‌گفتند؛ البته آن‌ها به اقتضای گرایششان سخنی از ادبیات به میان نمی‌آوردند. اولین برخورد من با ایران در دوره ابتدایی بود که من ترجمه شعر عمر خیام را به عربی خواندم و شیفته این شاعر شدم. بعد از خیام، در همان دوران کودکی، مولانا را در کتابخانه پدربزرگم پیدا کردم. به ایشان گفتم برای من شرح بده که او چه گفته است؛ امّا پدربزرگ می‌گفت این متون شرح پذیر نیستند. این‌ها متون معجزه‌آمیزی هستند که فقط باید خواند و درک کرد. نه به آن افزود و نه باید از آن کاست.
این شاعر و مبارز آزاده که تبعید، آوارگی و سلب تابعیت را تجربه کرده بود در سال ۱۹۹۹ در دمشق فوت کرد.
البیاتی از نخستین پیشگامان شعر نو عرب و شاید جهانی‌ترین شاعر معاصر عرب است. اشعار او به زبان‌های مختلفی ترجمه شده‌اند و آکنده از غم، آرمان‌گرایی و آزادی خواهی هستند. وی عضو حزب کمونیست عراق بود.

## آثار
- دیوان ملائکة وشیاطین ۱۹۵۰م
- أباریق مهشمة ۱۹۵۵م.
- المجد للأطفال والزیتون ۱۹۵۶م
- رسالة إلی ناظم حکمت ۱۹۵۶م.
- أشعار فی المنفی ۱۹۵۷م.
- عشرون قصیدة من برلین ۱۹۵۹م.
- کلمات لا تموت ۱۹۶۰م.
- طریق الحریة (بالروسیة) ۱۹۶۲م.
- سفر الفقر والثورة.
- النار والکلمات ۱۹۶۴.
- الذی یأتی ولا یأتی ۱۹۶۶م.
- الموت فی الحیاة ۱۹۶۸م.
- تجربتی الشعریة ۱۹۶۸م.
- عیون الکلاب المیتة ۱۹۶۹م.
- بکائیة إلی شمس حزیران والمرتزقة ۱۹۶۹م.
- الکتابة علی الطین ۱۹۷۰م.
- یومیات سیاسی محترف ۱۹۷۰م.
- وقد صدر له دیوان عبد الوهاب البیاتی الذی ضم دواوینه المذکورة فی ۳ أجزاء نشْر دارالعودة ببیروت ۱۹۷۲م
- قصائد حب علی بوابات العالم السبع ۱۹۷۱م
- سیرة ذاتیة لسارق النار ۱۹۷۴م.
- کتاب البحر ۱۹۷۵م.
- قمر شیراز ۱۹۷۵م.
- صوت السنوات الضوئیة ۱۹۷۹م.
- بستان عائشة ۱۹۸۹م.
- کتاب المراثی ۱۹۹۵
- الحریق ۱۹۹۶
- خمسون قصیدة حب ۱۹۹۷
- البحر بعید أسمعه یتنهد ۱۹۹۸
- ینابیع الشمس - السیرة الشعریة ۱۹۹۹
- ومن أعماله الإبداعیة الأخری مسرحیة محاکمة فی نیسابور ۱۹۷۳م. ومن مؤلفاته بول الیوار، وأراجون، وتجربتی الشعریةو مدن ورجال ومتاهات وجمعت حواراته فی کتاب کنت أشکو إلی الحجر.

مترجمانی چون عدنان غریفی، محمدرضا شفیعی‌کدکنی (م. سرشک) و سهند آقایی تا کنون شعرهایی را از عبدالوهاب البیاتی به فارسی ترجمه کرده‌اند. در ادامه یک شعر معروف از وی را با بازسرایی و ترجمه‌ی سهند آقایی می‌خوانید:

مرگ پروانه و غم بنفشه

به خواب نمی‌بينند
مرگ پروانه و غم بنفشه را

به خواب نمی‌بينند
بادبانی برافراشته به تابستان
در مهتاب سبز شامگاه

به‌ خواب نمی‌بینند
غزل‌های خیال مجنون را

برهنه‌اند
و پاره‌پاره‌ نیز
حریرها می‌بافند عاشقان را
زورق‌ها می‌سازند خفتگان را
هزارهزار انسانی که می‌گریند
سرود می‌خوانند و درد را
به گرده می‌گيرند
در گوشه‌‌‌گوشه‌ی جهان
در کارخانه يا معدن
از هراس مرگ مقدرشان
خورشيد را به نيش می‌کشند
از هزارتوی خويش می‌خندند
عاشق می‌شوند
عشق می‌ورزند
نه زان عشق‌ها که مجنون راست
در مهتاب سبز تابستان

نان‌پاره مگر در خواب ببينند
هزارهزار انسانی که اشک می‌ريزند
آواز می‌خوانند و درد را به‌ گرده می‌گیرند
در سايه‌سار زرد و سرخ آفتاب شامگاه